# Bretagne-de-Marsan
Pour les articles homonymes, voir Marsan (homonymie) et Bretagne (homonymie).
Bretagne-de-Marsan est une commune du Sud-Ouest de la France, située dans le département des Landes (région Nouvelle-Aquitaine).

## Géographie

### Localisation
Bretagne-de-Marsan est située dans le Pays de Marsan, au sud de Mont-de-Marsan, aux confins du massif forestier des Landes et de la région agricole de la Chalosse.
L'accès à Mont-de-Marsan se fait par les départementales 30, dite route du Houga, et 824, dite route de Grenade (Grenade-sur-l'Adour).
La commune est située à 45 min de Dax, à 1 h de Pau et 1 h 30 de Bordeaux depuis la mise en circulation de l'autoroute A65 en 2010 reliant Langon et Pau.

### Communes limitrophes
Les communes limitrophes sont Bascons, Benquet, Mazerolles, Mont-de-Marsan, Saint-Maurice-sur-Adour et Saint-Pierre-du-Mont.
| Saint Pierre-du-Mont | Mont-de-Marsan          | Mazerolles |
| Benquet              | Bretagne-de-Marsan      | Bascons    |
|                      | Saint-Maurice-sur-Adour |            |

### Hydrographie
Situé dans le bassin versant de l'Adour, le territoire de la commune est traversé par les ruisseaux de Saint-Jean et du Pesqué, affluents droit de l'Adour.
Le lac artificiel, nommé lac de Peyrot, alimente la rivière qui traverse le village. Celle-ci, via – entre autres – les communes de Benquet et Bas-Mauco, se jette dans l'Adour à l'ouest de Saint-Sever.

### Climat
Pour des articles plus généraux, voir Climat de la Nouvelle-Aquitaine et Climat des Landes.
Historiquement, la commune est exposée à un climat océanique aquitain.  
En 2020, Météo-France publie une typologie des climats de la France métropolitaine dans laquelle la commune est exposée à un climat océanique et est dans la région climatique  Aquitaine, Gascogne, caractérisée par une pluviométrie abondante au printemps, modérée en automne, un faible ensoleillement au printemps, un été chaud (19,5 °C), des vents faibles, des brouillards fréquents en automne et en hiver et des orages fréquents en été (15 à 20 jours).
Pour la période 1971-2000, la température annuelle moyenne est de 13 °C, avec une amplitude thermique annuelle de 14,2 °C. Le cumul annuel moyen de précipitations est de 1 041 mm, avec 12 jours de précipitations en janvier et 7,8 jours en juillet. Pour la période 1991-2020, la température moyenne annuelle observée sur la station météorologique la plus proche, située sur la commune de Mont-de-Marsan à 6 km à vol d'oiseau, est de 13,8 °C et le cumul annuel moyen de précipitations est de 918,1 mm,. Pour l'avenir, les paramètres climatiques de la commune estimés pour 2050 selon différents scénarios d’émission de gaz à effet de serre sont consultables sur un site dédié publié par Météo-France en novembre 2022.

## Urbanisme

### Typologie
Au 1er janvier 2024, Bretagne-de-Marsan est catégorisée commune rurale à habitat dispersé, selon la nouvelle grille communale de densité à sept niveaux définie par l'Insee en 2022.
Elle est située hors unité urbaine. Par ailleurs la commune fait partie de l'aire d'attraction de Mont-de-Marsan, dont elle est une commune de la couronne,. Cette aire, qui regroupe 101 communes, est catégorisée dans les aires de 50 000 à moins de 200 000 habitants,.

### Occupation des sols

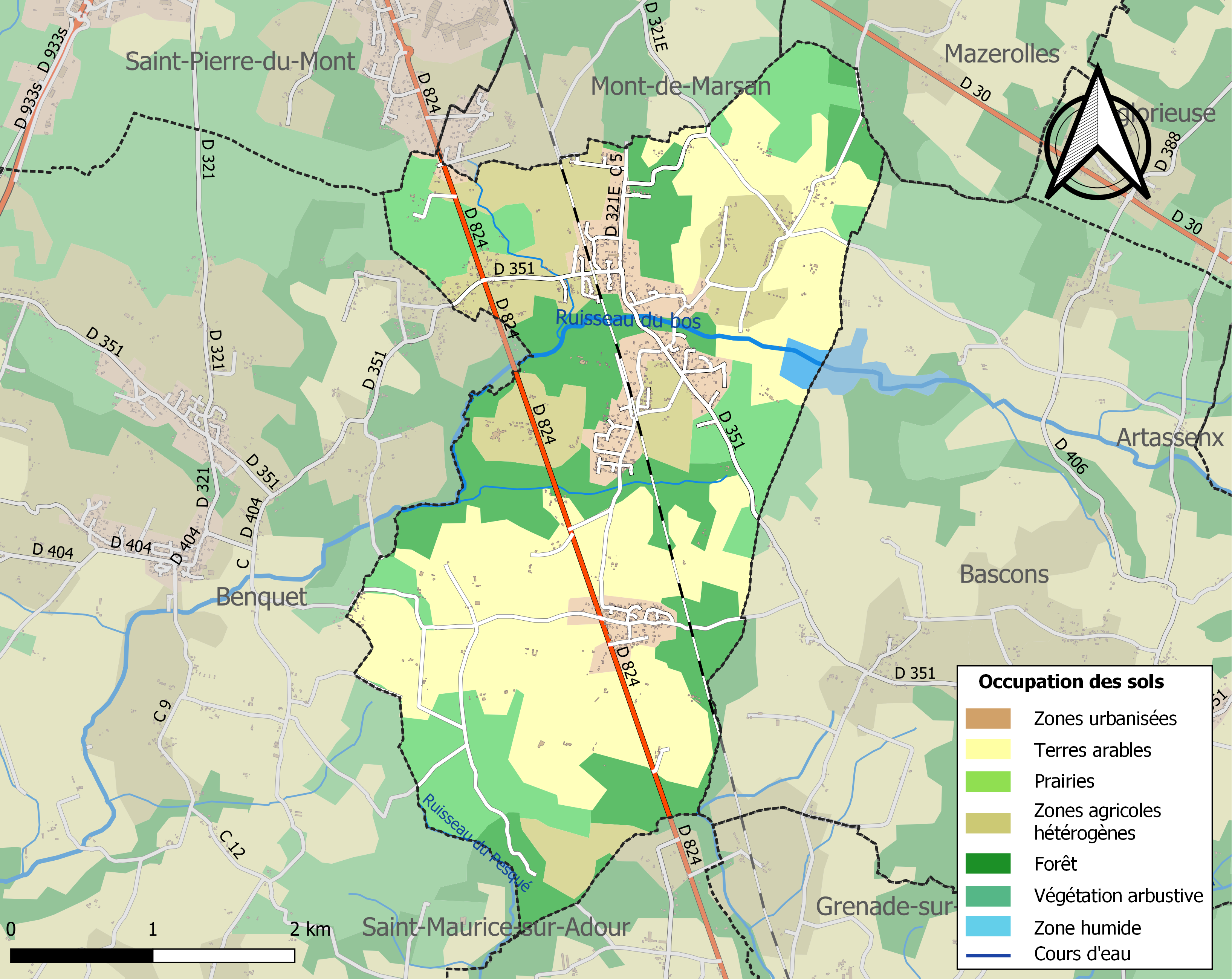
Carte des infrastructures et de l'occupation des sols de la commune en 2018 (CLC).

L'occupation des sols de la commune, telle qu'elle ressort de la base de données européenne d’occupation biophysique des sols Corine Land Cover (CLC), est marquée par l'importance des territoires agricoles (53,2 % en 2018), en diminution par rapport à 1990 (56,7 %). La répartition détaillée en 2018 est la suivante : 
terres arables (36,4 %), forêts (20,8 %), milieux à végétation arbustive et/ou herbacée (16,9 %), zones agricoles hétérogènes (16,8 %), zones urbanisées (8,5 %), eaux continentales (0,6 %). L'évolution de l’occupation des sols de la commune et de ses infrastructures peut être observée sur les différentes représentations cartographiques du territoire : la carte de Cassini (XVIIIe siècle), la carte d'état-major (1820-1866) et les cartes ou photos aériennes de l'IGN pour la période actuelle (1950 à aujourd'hui).

### Risques majeurs
Le territoire de la commune de Bretagne-de-Marsan est vulnérable à différents aléas naturels : météorologiques (tempête, orage, neige, grand froid, canicule ou sécheresse), feux de forêts, mouvements de terrains et séisme (sismicité faible). Il est également exposé à un risque technologique,  le transport de matières dangereuses. Un site publié par le BRGM permet d'évaluer simplement et rapidement les risques d'un bien localisé soit par son adresse soit par le numéro de sa parcelle.

#### Risques naturels
Bretagne-de-Marsan est exposée au risque de feu de forêt. Depuis le 20 avril 2016, les départements de la Gironde, des Landes et de Lot-et-Garonne disposent d’un règlement interdépartemental de protection de la forêt contre les incendies. Ce règlement vise à mieux prévenir les incendies de forêt, à faciliter les interventions des services et à limiter les conséquences, que ce soit par le débroussaillement, la limitation de l’apport du feu ou la réglementation des activités en forêt. Il définit en particulier cinq niveaux de vigilance croissants auxquels sont associés différentes mesures,.
Les mouvements de terrains susceptibles de se produire sur la commune sont des tassements différentiels.

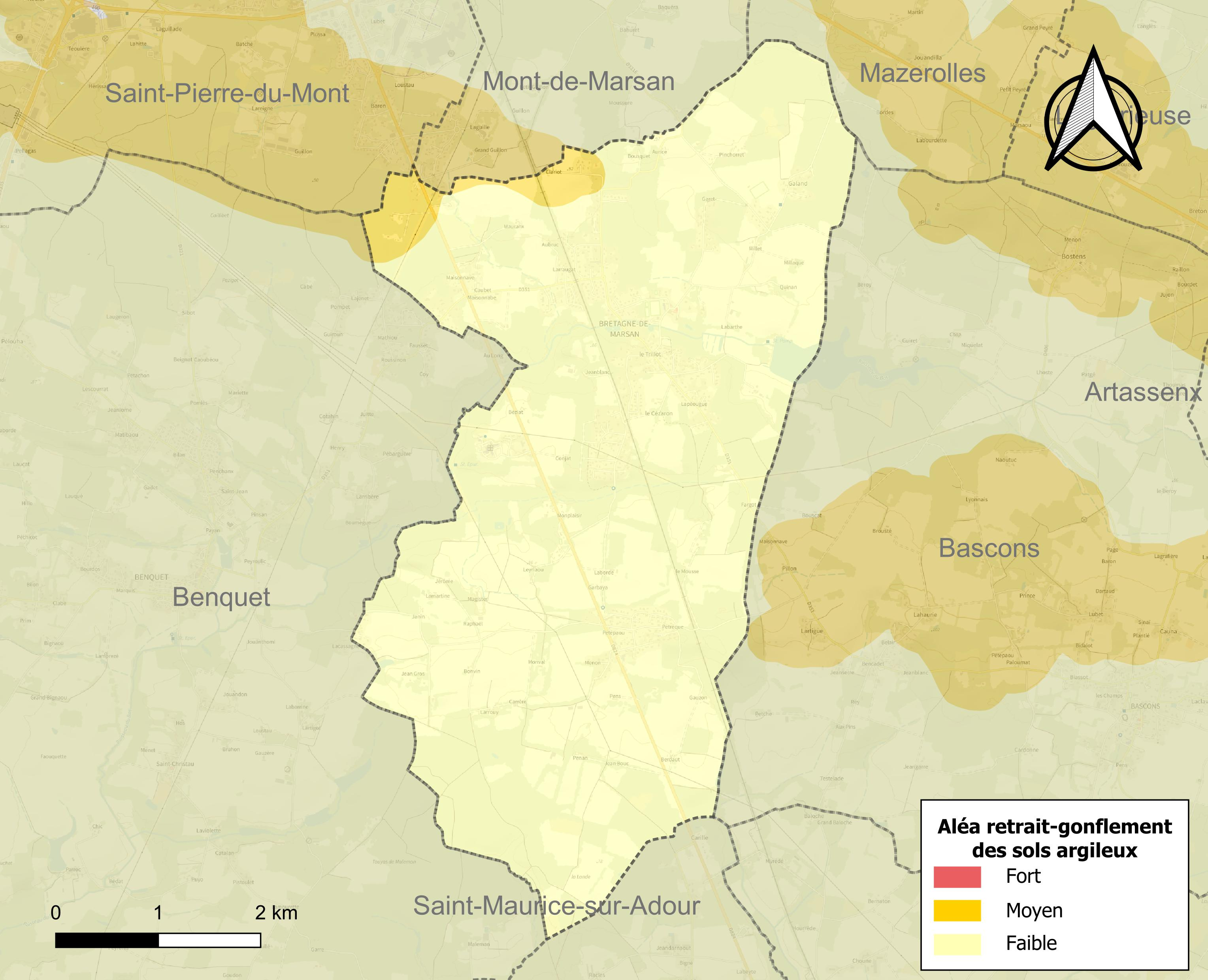
Carte des zones d'aléa retrait-gonflement des sols argileux de Bretagne-de-Marsan.

Le retrait-gonflement des sols argileux est susceptible d'engendrer des dommages importants aux bâtiments en cas d’alternance de périodes de sécheresse et de pluie. 3,2 % de la superficie communale est en aléa moyen ou fort (19,2 % au niveau départemental et 48,5 % au niveau national). Sur les 574 bâtiments dénombrés sur la commune en 2019,  23 sont en aléa moyen ou fort, soit 4 %, à comparer aux 17 % au niveau départemental et 54 % au niveau national. Une cartographie de l'exposition du territoire national au retrait gonflement des sols argileux est disponible sur le site du BRGM,.
La commune a été reconnue en état de catastrophe naturelle au titre des dommages causés par les inondations et coulées de boue survenues en 1999, 2009 et 2013 et par des mouvements de terrain en 1999

#### Risques technologiques
Le risque de transport de matières dangereuses sur la commune est lié à sa traversée par une ou des infrastructures routières ou ferroviaires importantes ou la présence d'une canalisation de transport d'hydrocarbures. Un accident se produisant sur de telles infrastructures est susceptible d’avoir des effets graves sur les biens, les personnes ou l'environnement, selon la nature du matériau transporté. Des dispositions d’urbanisme peuvent être préconisées en conséquence.

## Histoire
Bretagne de Marsan peut être un nom d'origine anglaise remontant aux siècles (XIIIe siècle, XIVe siècle) où la Gascogne faisait partie de la Guyenne anglaise. Le nom de « Bretagne » signifie alors « britannique » (Grande-Bretagne). D'autres noms de communes comme Bretagne-d'Armagnac, dans le Gers, partagent cette même origine.

## Politique et administration

### Liste des maires
| Période                                  | Période          | Identité              | Étiquette | Qualité                                                    |
| ---------------------------------------- | ---------------- | --------------------- | --------- | ---------------------------------------------------------- |
| 1848                                     | ap. 1887         | Joseph Isidore Garbay |           | Président du Conseil d'arrondissement                      |
|                                          |                  |                       |           |                                                            |
| 1933                                     | 1940             | Pierre Lemée          | PSF       | Industriel                                                 |
| 1940                                     | mars 1965        |                       |           |                                                            |
| mars 1965                                | 2011             | Alain Bentéjac        |           | Retraité EDF                                               |
| décembre 2011                            | 2025 (démission) | Dominique Clavé       | MoDem     | Exploitant agricole                                        |
| 27 juin 2025                             | En cours         | Paul Laussucq         |           | Conseiller forestier à la Chambre d’agriculture des Landes |
| Les données manquantes sont à compléter. |                  |                       |           |                                                            |

### Politique environnementale
Dans son palmarès 2024, le Conseil national de villes et villages fleuris de France a attribué une fleur à la commune.

## Démographie
| 1793 | 1800 | 1806 | 1821 | 1831 | 1836 | 1841 | 1846 | 1851 |
| ---- | ---- | ---- | ---- | ---- | ---- | ---- | ---- | ---- |
| 510  | 494  | 325  | 441  | 414  | 432  | 408  | 430  | 447  |

| 1856 | 1861 | 1866 | 1872 | 1876 | 1881 | 1886 | 1891 | 1896 |
| ---- | ---- | ---- | ---- | ---- | ---- | ---- | ---- | ---- |
| 457  | 483  | 480  | 440  | 457  | 440  | 418  | 407  | 375  |

| 1901 | 1906 | 1911 | 1921 | 1926 | 1931 | 1936 | 1946 | 1954 |
| ---- | ---- | ---- | ---- | ---- | ---- | ---- | ---- | ---- |
| 391  | 367  | 362  | 305  | 318  | 312  | 458  | 554  | 600  |

| 1962 | 1968 | 1975 | 1982 | 1990 | 1999 | 2006  | 2007  | 2012  |
| ---- | ---- | ---- | ---- | ---- | ---- | ----- | ----- | ----- |
| 454  | 542  | 573  | 750  | 834  | 911  | 1 187 | 1 223 | 1 490 |

| 2017  | 2022  | - | - | - | - | - | - | - |
| ----- | ----- | - | - | - | - | - | - | - |
| 1 544 | 1 626 | - | - | - | - | - | - | - |

## Personnalités liées à la commune
- Pierre Lemée, maire en 1933.
- Antoine Dubon, député de 1932 à 1940.
- Jacques Pills, de son vrai nom René Ducos, et ses deux épouses successives, nommées ci-dessous.
- Lucienne Boyer, célèbre chanteuse de la période de l'entre-deux guerres, avec qui il a une fille, Jacqueline Boyer, née en 1941, chanteuse elle aussi.
- Puis Édith Piaf, que Jacques Pills épouse en 1952.
- Pierre Fully décède dans la commune le 10 novembre 1940.
- Paul Saint-Martin, ancien propriétaire du château de Monval

## Vie pratique

### Activités sportives
- l'A.S.Bretagne-de-Marsan, club de football aux couleurs jaune et vert, inscrit en ligue Aquitaine, district des Landes. Site Officiel du Club
- Poun's Club, centre équestre, école d'équitation. Site Officiel
- terrains de football, tennis et basket-ball.

## Culture locale et patrimoine

### Lieux et monuments
- Église Saint-Martin de Bretagne-de-Marsan du XIIIe siècle, restaurée au XIXe.
- Forêt du lac de Peyrot.

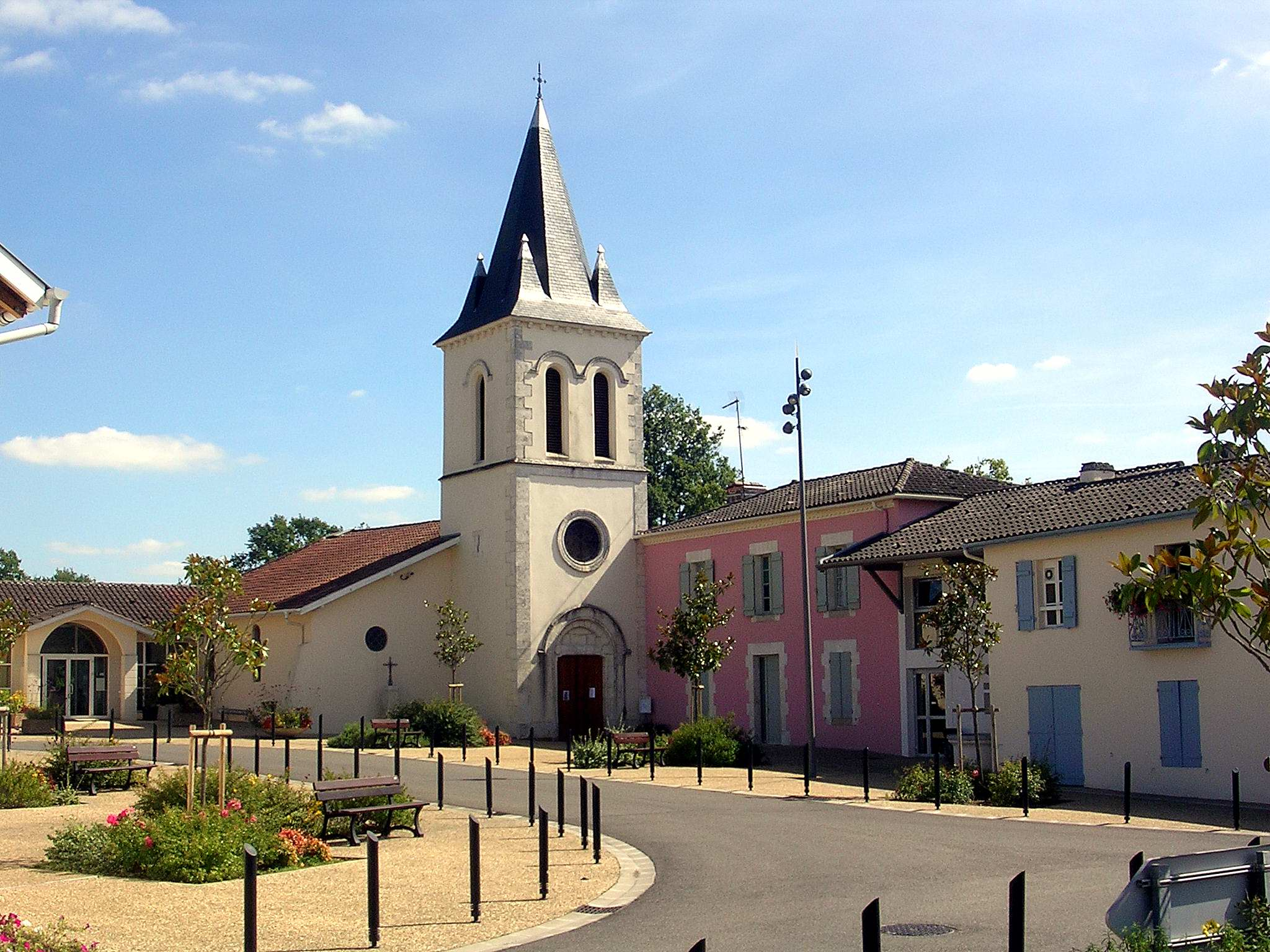
Église Saint-Martin de Bretagne-de-Marsan.
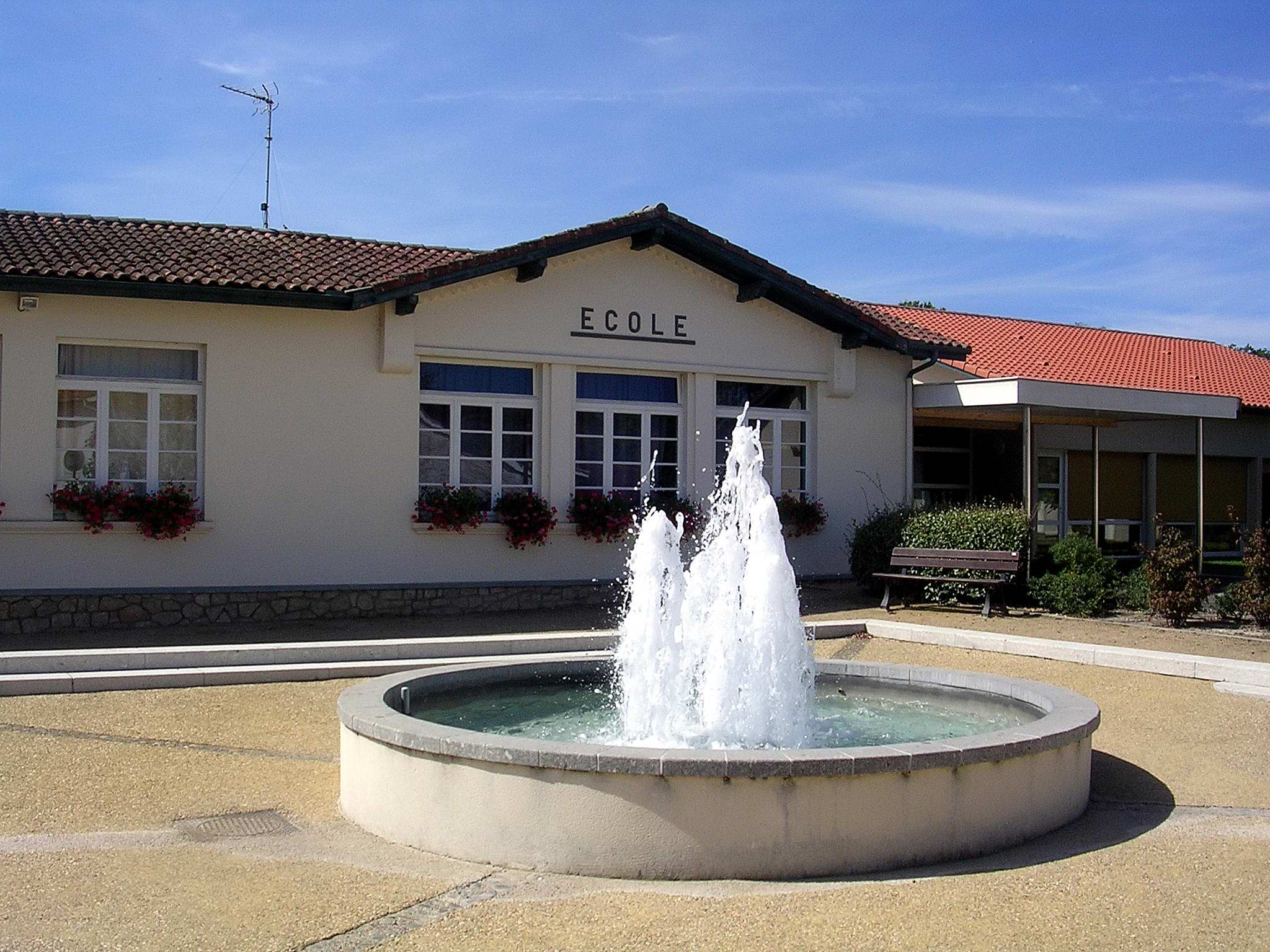
École communale de Bretagne-de-Marsan.